# René Montaldo
Pierre-René Montaldo est un homme politique français, ancien maire de Theniet El Had et sénateur.

## Biographie
Il est docteur en médecine, colonel, et ancien Président du Conseil général d'Orléansville. Il est le père du journaliste Jean Montaldo.